# Алгабас (Тюлькубаський район)
Алгаба́с (каз. Алғабас) — село у складі Тюлькубаського району Туркестанської області Казахстану. Входить до складу Кемербастауського сільського округу.
Населення — 1008 осіб (2021; 929 у 2009, 892 у 1999, 819 у 1989).